# イヴァン・メルニコフ

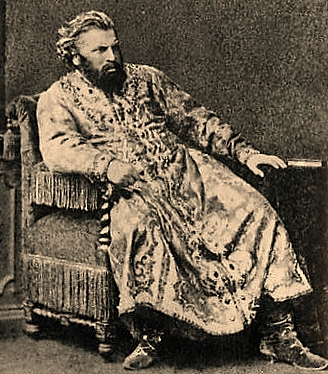
ボリス・ゴドゥノフ役のメルニコフ、1874年

イヴァン・アレクサンドロヴィチ・メルニコフ（ロシア語: Иван Александрович Мельников、Ivan Aleksandrovich Melnikov、1832年3月4日（ユリウス暦2月21日） - 1906年7月8日（ユリウス暦6月25日））は、帝政ロシア時代の有名なオペラ歌手（バリトン）。
サンクトペテルブルクに生まれる。1850年に商業学校を卒業する。1861年から1866年までの間、無料音楽学校の校長を務めたガヴリイル・ロマーキンに声楽の個人レッスンを受ける。1866年、イタリアに赴き研鑽を積み、翌1867年、マリインスキー劇場で上演されたヴィンチェンツォ・ベッリーニのオペラ『清教徒』のリッカルドを歌いデビューする。以後、1892年までの四半世紀にわたり、マリインスキー劇場の主席バリトン歌手として活躍、多くのロシア・オペラを創唱した。また、1890年からはオペラの演出、アマチュア混声合唱団の結成・育成も手がけている。サンクトペテルブルクで没す。息子のピョートル・メルニコフはオペラ演出家となっている。

## 主なレパートリー
（初演日付はユリウス暦）
- キュイ：『ウィリアム・ラトクリフ』タイトル・ロール（1869年2月14日初演にて創唱）
- ダルゴムイシスキー：『石の客』ドン・カルロ（1872年2月16日初演にて創唱）
- リムスキー＝コルサコフ：『プスコフの娘』トクマコフ公（1873年1月1日初演にて創唱）
- ムソルグスキー：『ボリス・ゴドゥノフ』タイトル・ロール（1874年1月27日初演にて創唱）
- チャイコフスキー：『オプリーチニク』ヴャズミンスキー公（1874年4月12日初演にて創唱）
- アントン・ルビンシテイン：『デーモン』タイトル・ロール（1875年1月13日初演にて創唱）
- チャイコフスキー：『鍛冶屋のヴァクーラ』地獄の悪魔（1876年11月24日初演にて創唱）
- リムスキー＝コルサコフ：『五月の夜』カレーニク（1880年1月9日初演にて創唱）
- チャイコフスキー：『マゼッパ』ヴァシーリー・コチュベイ（1884年初演）
- チャイコフスキー：『チャロデイカ』クルリャーチェフ公（1887年10月20日初演にて創唱）
- ボロディン：『イーゴリ公』タイトル・ロール（1890年10月23日初演にて創唱）
- チャイコフスキー：『スペードの女王』トムスキー伯爵（1890年12月7日初演にて創唱）